# Platylepis zeuxinoides
Platylepis zeuxinoides är en orkidéart som beskrevs av Rudolf Schlechter. Platylepis zeuxinoides ingår i släktet Platylepis och familjen orkidéer. Inga underarter finns listade i Catalogue of Life.